# Ем Си Гейни
Майк Конър Гейни (на английски: Mike Connor Gainey; роден на 18 януари 1948 г.), известен като Ем Си Гейни, е американски актьор.
Участва във филми като „Въздушен конвой“, „Терминатор 3: Бунтът на машините“ и „Като рокерите“, както и в сериали като „Среднощен ездач“, „Приключенията на Бриско Каунти младши“, „Уокър - тексаският рейнджър“, „Досиетата Х“, „От местопрестъплението“, „Отчаяни съпруги“, „Забравени досиета“, „Извън играта“, „До живот“ и „Спешно отделение“. Изпълнява периодичната роля на Том в „Изгубени“.